# São Saba (diaconia)
São Saba (em latim: Sancti Sabæ) é uma diaconia instituída em 2 de dezembro de 1959 pelo Papa João XXIII, por meio da constituição apostólica Est in more. Sua igreja titular é San Saba.

## Titulares protetores
- Augustin Bea, S.J. (1959-1968)
- Jean Daniélou, S.J. (1969-1975)
- Joseph Schröffer (1976-1983)
- Jean Jérôme Hamer, O.P. (1985-1996); título pro illa vice (1996)
- Jorge Arturo Medina Estévez (1998- 2021); título pro hac vice (2008)
- Arthur Roche (desde 2022)